# Culture de la Hongrie
 (mars 2015).
Si vous disposez d'ouvrages ou d'articles de référence ou si vous connaissez des sites web de qualité traitant du thème abordé ici, merci de compléter l'article en donnant les références utiles à sa vérifiabilité et en les liant à la section « Notes et références ».

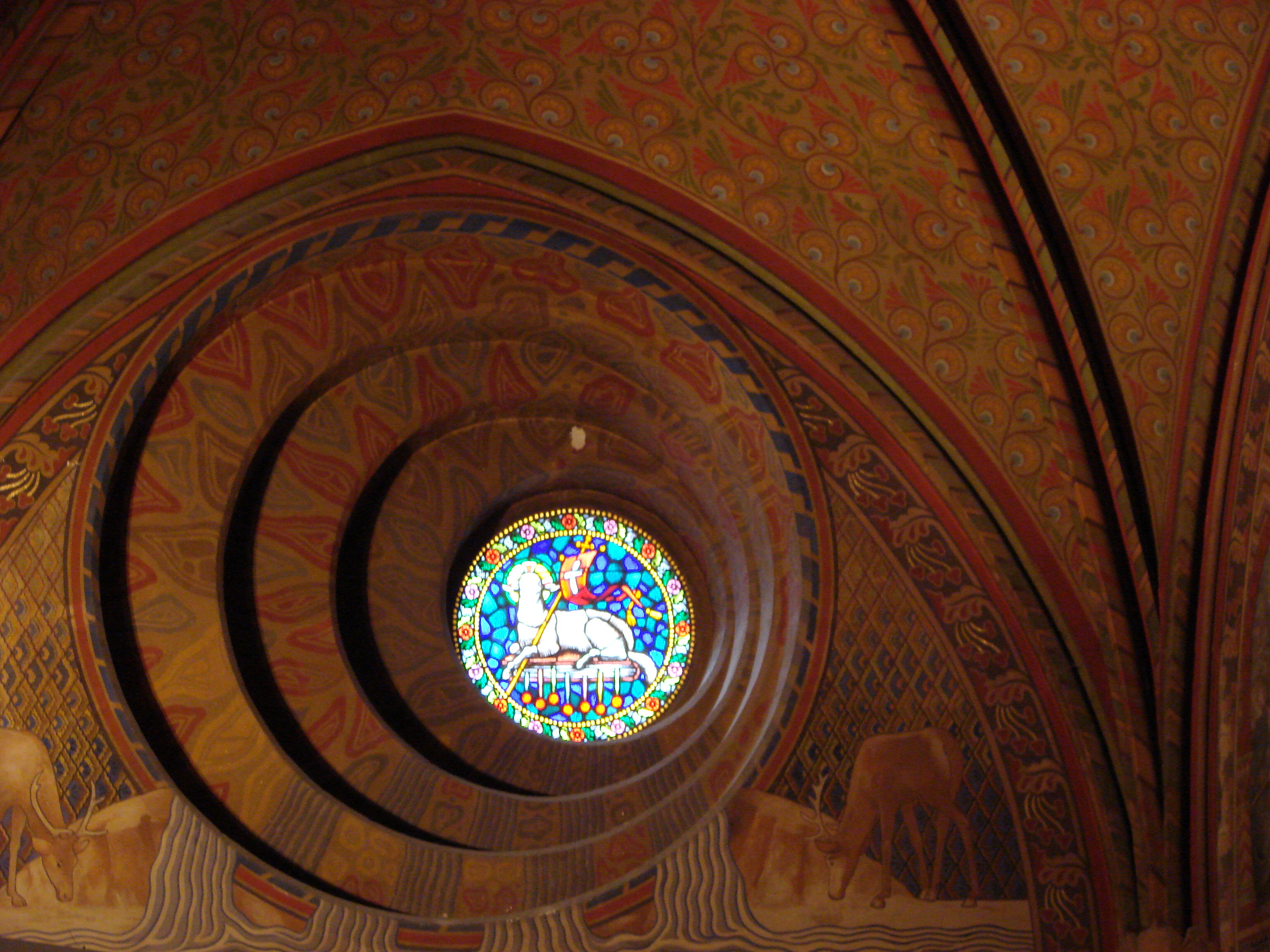
Un vitrail et des œuvres d'art murales dans l'église Matthias.

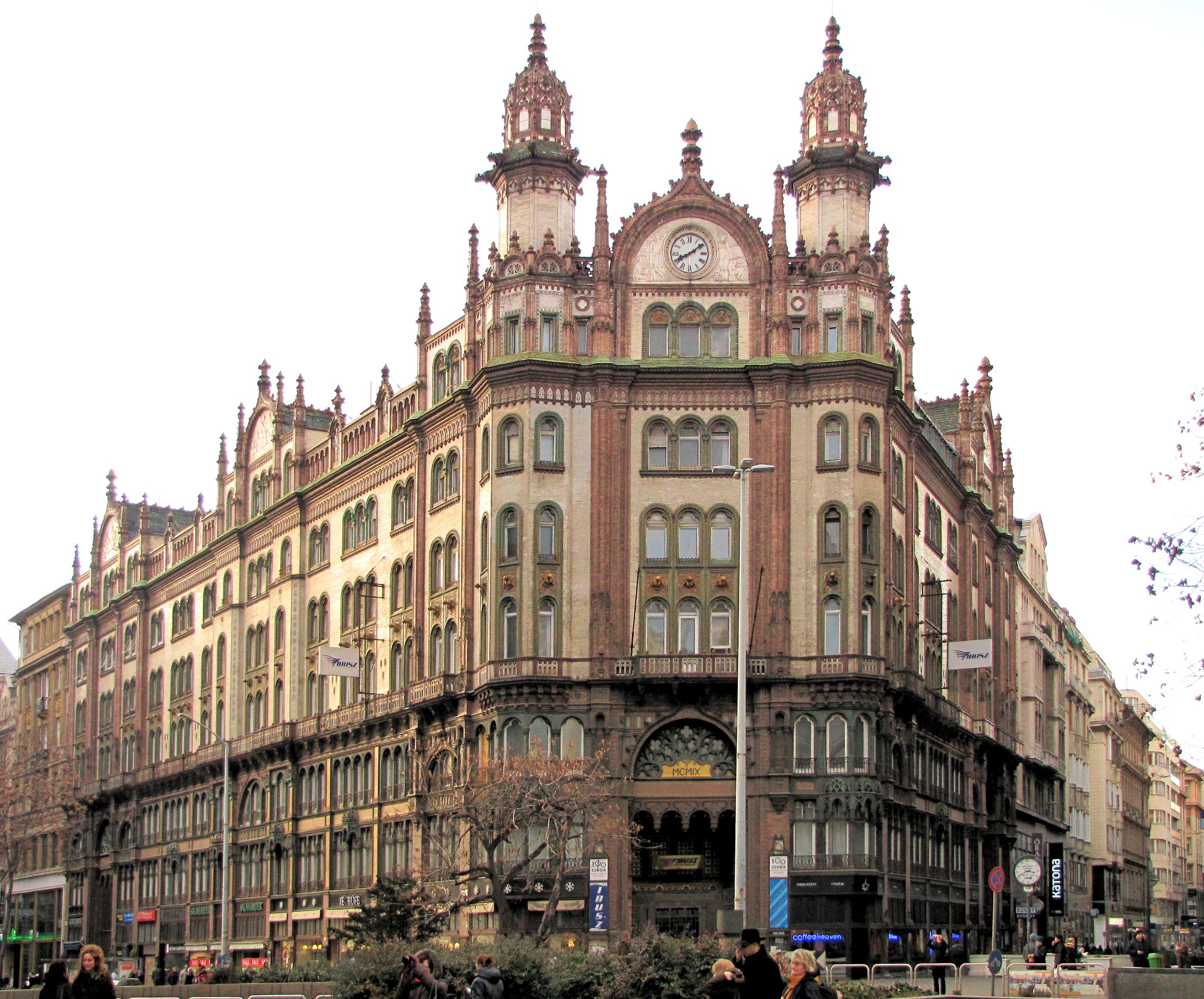
Immeuble Brudern-ház hébergeant le centre commercial Párizsi Udvar (Budapest).

La culture de la Hongrie désigne d'abord les pratiques culturelles observables de ses habitants (10 000 000, estimation 2017). Sa culture est influencée par sa situation au carrefour de l’Europe centrale, orientale et du Sud-Est. Elle est également influencée par les origines orientales des tribus hongroises, et par la présence ottomane en Hongrie. La Hongrie possède une riche culture folklorique, affichée dans ses danses, sa musique, ses contes populaires, ses poteries, ses broderies et ses vêtements traditionnels.

## Langues, peuples, cultures

### Langues
- Langues en Hongrie, Langues de Hongrie
- Le hongrois : langue officielle, de la famille des langues finno-ougriennes (qui regroupe notamment le finnois et l'estonien)
  - La diaspora hongroise a diffusé la langue un peu partout dans le monde. Les pays voisins s'honorent de minorités magyarophones, et la Hongrie de minorités allophones. Et les dialectes hongrois sont nombreux dans les régions.
- Langues minoritaires
- Langues immigrantes
- Langues étrangères :
- L'espéranto : La Hongrie est l'un des rares pays où les candidats à des diplômes scolaires peuvent passer une épreuve d'espéranto comme langue étrangère[1].

### Peuples
- Magyars, Citoyenneté hongroise
- Minorités nationales de Hongrie, Minorité nationale (Hongrie), Collectivité des minorités (Hongrie)
  - Minorité allemande de Hongrie (220 000 en 2000-2001)
    - Banat historique, dont la colonie de Tomnatic, anciennement Triebswetter (extrême-ouest de la Roumanie actuelle), composée d'immigrants de Lorraine, Alsace, Palatinat, Bade, Souabe, au 18e siècle[2].

  - Minorité arménienne de Hongrie (32 000)
  - Minorité bulgare de Hongrie ()
  - Minorité croate de Hongrie (15 620)
  - Minorité grecque de Hongrie ()
  - Minorité polonaise de Hongrie ()
  - Minorité rom de Hongrie (600 000 ?) (308 957 en 2011)
  - Minorité ruthène de Hongrie ()
  - Minorité slovaque de Hongrie (17 693)
  - Minorité slovène de Hongrie ()
  - Minorité ukrainienne de Hongrie ()
- Enclaves ethniques
  - croates : List of Croatian exonyms for places in Hungary (en)
  - allemandes : List of German exonyms for places in Hungary (en)
  - juives : Sheva Kehilot, Jewish history of Sopron (en), History of the Jews in Verpelét (en), Sátoraljaújhely…
  - polonaises : Lengyel
  - roms : Cigánd, Hosszúhetény, Józsefváros (8e arrondissement de Budapest), Tornanádaska
  - roumaines : Kétegyháza, Méhkerék
  - serbes (> 30) : Alsónána, Villány…
  - slovaques (> 10) : Bükkszentkereszt, Tótkomlós
- Diaspora hongroise
  - Magyars d'outre-frontières (2 500 000)
  - Diaspora (Europe, Amérique) (5 500 000) : Hongro-Américains, Hongro-Canadiens, Hongrois en Allemagne…

## Traditions

### Symboles nationaux
- Symboles nationaux de la Hongrie
- Himnusz, hymne national hongrois
- Emblème végétal : Tulipe
- Emblème animal : Turul
- Héraldique hongroise

### Religion
- Religion en Hongrie, Religion en Hongrie (rubriques)
- Christianisme (74,4 %)
  - Catholicisme (54,5 %)
  - Protestantisme (19,5 %)
  - Orthodoxes (15 298, 0,1 %)
- Autres spiritualités (1 %)
  - Judaïsme, Judaïsme néologue (12 871, 0,1 %)
  - Islam en Hongrie (32 000, 0,3 %)
  - Bouddhisme, Bouddhisme en Hongrie
  - Hindouisme
- Sans religion (14,5 %)
- Sans déclaration (10 %)

La religion la plus importante en Hongrie est le catholicisme (67,5 %), ainsi qu'une minorité importante calviniste (20 %). Les autres religions minoritaires comprennent les luthériens (5 %), les juifs (0,5 %), les orthodoxes. Une autre source parle de 16 % d'athées.[réf. nécessaire]

### Mythes et légendes
- Mythologie magyare
  - Turul
  - Sárkány (mythology) (en)
  - Ördög (en)
  - Nachtkrapp (en)
  - Operencia (de)
  - Hunor und Magor (de)
  - Szélanya (de)
  - Wunderhirsch (de)
- Tribus magyares, Magyars orientaux, Honfoglalás
- Csaba (mythologie magyare)
- Gesta Hunnorum et Hungarorum
- Song of the Miraculous Hind (en) (2002)
- Sicules (Transylvanie)

### Folklore
- Art folklorique hongrois (rubriques)
  - Broderie matyó
  - Tulipe (folklore hongrois)
  - Világfa
  - Kopjafa (poteau sculpté)
  - Székelykapu (porte d'entrée sculptée)
- Shamanistic remnants in Hungarian folklore (en)
- Cheval blanc dans la culture

### Jours fériés
| Date              | Nom français          | Nom hongrois        | Remarques                                                                |
| ----------------- | --------------------- | ------------------- | ------------------------------------------------------------------------ |
| 1er janvier       | Nouvel An             | Újév                |                                                                          |
| 15 mars           | fête nationale        | Nemzeti ünnep       | Révolution et la guerre d’indépendance hongroise de 1848                 |
| variable          | Vendredi Saint        | Nagypéntek          | Jour férié depuis 2017                                                   |
| variable          | dimanche de Pâques    | Húsvét vasárnap     |                                                                          |
| variable          | lundi de Pâques       | Húsvét hétfő        |                                                                          |
| 1er mai           | fête du Travail       | Munka ünnepe        | fête du Travail                                                          |
| variable          | Pentecôte             | Pünkösd             |                                                                          |
| variable          | Lundi de Pentecôte    | Pünkösd hétfő       |                                                                          |
| 20 août           | fête de Saint Étienne | Szent István ünnepe | Fête de la naissance de l'État chrétien hongrois et de son fondateur     |
| 23 octobre        | fête nationale        | Nemzeti ünnep       | Révolution en 1956 et la proclamation de la République hongroise en 1989 |
| 1er novembre      | Toussaint             | Mindenszentek       |                                                                          |
| 25 et 26 décembre | Noël                  | Karácsony           |                                                                          |

## Société
- Démographie de la Hongrie
- Personnalités hongroises
- Personnalités hongroises par profession
- Hungarophobie
- Magyars d'outre-frontières
- Diaspora hongroise

### Genre
- Women in Hungary (en)

### Famille
- Naissance
- Nom : Dénomination d'une personne en hongrois, Hungarian names (en), Name days in Hungary (en)
- Enfance
- Jeunesse
- Mariage, union
- Travail, emploi
- Vieillesse
- Décès
- Funérailles

### Éducation
- Système éducatif en Hongrie, Enseignement en Hongrie (rubriques)
- Études supérieures en Hongrie
- Pédagogues hongrois
- Lycée français Gustave-Eiffel de Budapest
- List of schools in Hungary (en)
- List of universities and colleges in Hungary (en)
- School social work in Hungary (en)
- List of archives in Hungary (en)
- Science and technology in Hungary (en)
- Scientifiques hongrois
- Lauréats hongrois du prix Nobel : John Harsanyi, George de Hevesy, Imre Kertész, Philipp Lenard

### Droit
- Droit en Hongrie
- Criminalité en Hongrie, Crime in Hungary (en)
- Cannabis en Hongrie
- Capital punishment in Hungary (en)
- Droits LGBT en Hongrie
- Human trafficking in Hungary (en)
- Prostitution en Hongrie
- Antisemitism in contemporary Hungary (en)
- Ségrégation contre les Roms de Hongrie, Civil Guard Association for a Better Future, Jobbik
- Hungarian Helsinki Committee (en)
- Rapport Hongrie 2016-2017 dAmnesty International

### État
- Histoire de la Hongrie
  - Révolte païenne de Vata (1038-1044), Révolte de Bobâlna (1437)
  - Noblesse hongroise, Upper nobility (Kingdom of Hungary) (en)
- Politique en Hongrie
- Terrorisme : 2016 Budapest bombing (en)
- Nationalisme hongrois
- Irrédentisme, Grande Hongrie
- International rankings of Hungary (en)

### Divers
- Annamária Lammel, L'ethnographie en Hongrie, article dans la Revue d'ethnologie française, 2006

## Arts de la table

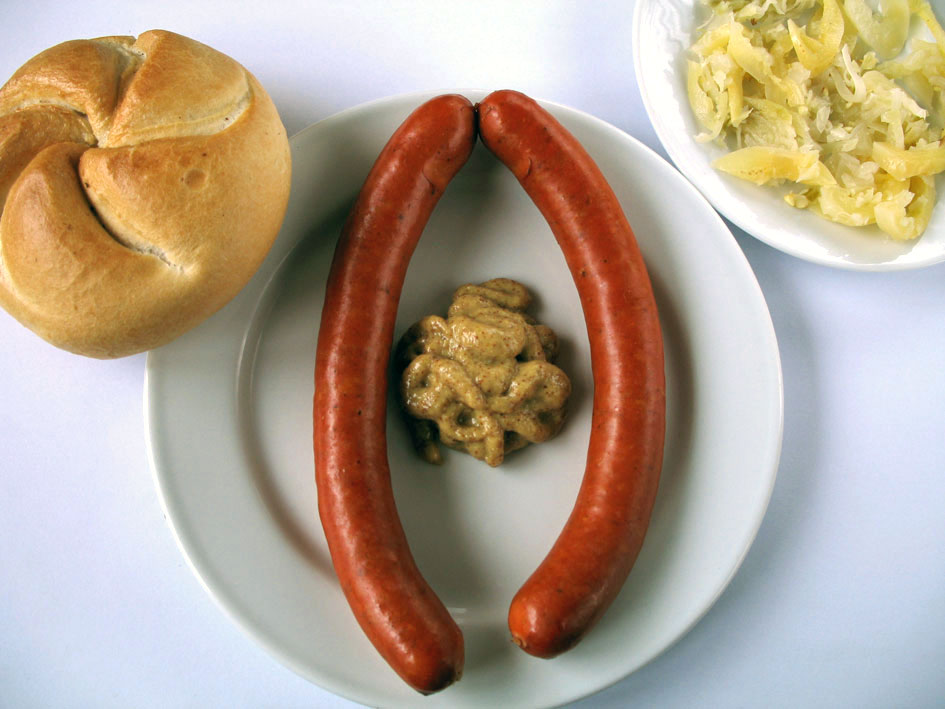
Saucisses de Debrecen.

### Cuisine et gastronomie
- Cuisine hongroise, Cuisine hongroise (rubriques)
- List of Hungarian dishes (en)
  - Sour cherry soup (en), Goulasch, Palóc soup (en)
  - Palačinka, Palacsinta de Hortobágy
  - Paprika farci (Ardei umpluți), Zwetschkenknödel (de), Hungarian sausages (en)
- Burgenländische Küche (de), Grammelpogatscherl (hu)

La cuisine hongroise classique est, pour simplifier les choses, un mélange de cuisine française adaptée, par l’intermédiaire de l’Autriche, et de plats rustiques typiquement hongrois dont de nombreux proviennent d’Asie. Ce qui veut dire que chacun peut trouver un plat à son goût. En parlant de la cuisine hongroise, ce terme peut évoquer immédiatement le goulash qui est un ragoût, mais aussi la recette proche gulyásleves, qui elle est une soupe. La soupe de poisson, le poulet au paprika, les ragoûts de viande en tous genres sont aussi traditionnels. Les desserts les plus délicieux sont les « rétes » (gâteau, sorte de mille-feuille), les crêpes Gundel, le « somlói galuska » (biscuit avec de la crème à la vanille et au chocolat) et la purée de marrons.

### Boissons
- Traubi (en)
- Thé, café
- Kompot
- Beer in Hungary (en)
- Viticulture en Hongrie
- Pálinka, Unicum, Zwack

Le vin de Tokay est de réputation mondiale. Louis XIV, le Roi-Soleil, l’a tellement aimé, qu’il l’a nommé « le vin des Rois, le roi des vins ». Les vins provenant des régions viticoles proches du lac Balaton (Badacsony, Balatonboglár, Balatonfüred-Csopak et Haut-Balaton), les vins corsés de Villany-Siklós et les vins d’Eger, comme le Egri Bikavér (le sang de taureau d'Eger), sont aussi de renommée internationale.

## Santé
- Santé en Hongrie (en), Santé en Hongrie (rubriques)
- Health in Hungary (en)

### Bain thermal

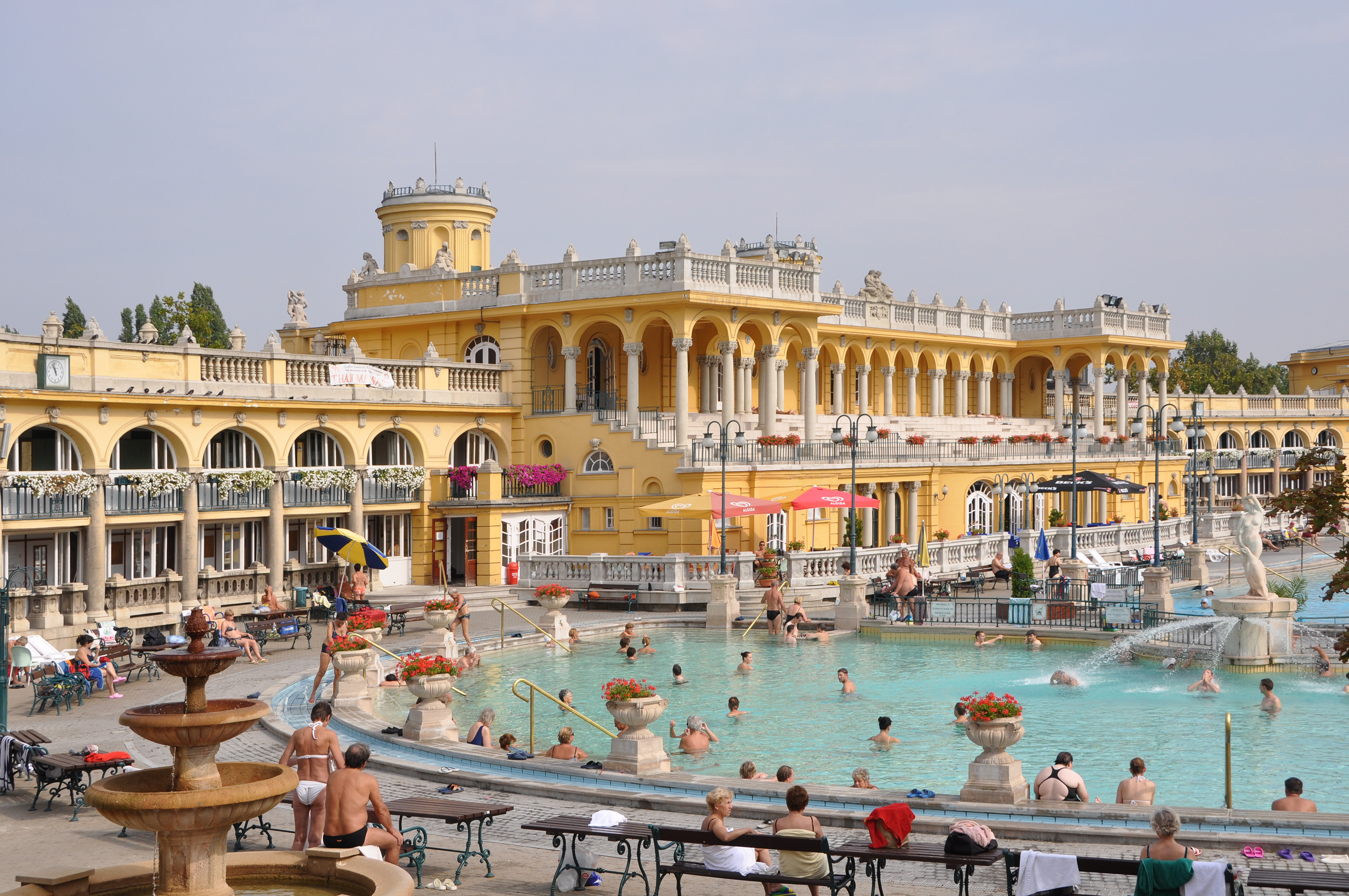
Les bains Széchenyi à Budapest.

Les Hongrois fréquentent régulièrement, tout au long de leur vie, des établissements thermaux, ou spa. Cette pratique du bain est considérée comme répondant à un besoin thérapeutique par les médecins hongrois, qui en font des prescriptions pour de nombreuses indications (ORL, arthrose, stress, asthénie).
Les bains sont alimentés par des sources chaudes naturelles. Ces sources thermales découvertes par les romains, datent de l'antiquité et sont complètement intégrées dans la culture et la tradition du pays. Les Turcs les ont aménagées avec des bassins. Il n'est pas rare d'y voir les hongrois s'y rendre dès six heures du matin avant de rejoindre leur lieu de travail.
Parmi les plus célèbres, on peut citer à Budapest les bains Széchenyi, les bains Rudas, les bains Gellert : Spas à Budapest.

### Sports
- Sport en Hongrie, Sport en Hongrie (rubriques)
- Sportifs hongrois
- Sportif hongrois de l'année
- Hongrie aux Jeux olympiques
- Hongrie aux Jeux paralympiques d'hiver de 2010
- Athlétisme
- Natation, canoé-kayak
- Ski, Hockey sur glace, Patinage artistique
- Tennis de table
- Tennis
- Volley-ball, Handball, Football, Rugby, Basket-ball, Baseball
- Aviron
- Compétitions cyclistes en Hongrie

#### Équitation
- Sports équestres

#### Arts martiaux
- Boxe, karaté, judo, Lutte
- Haltérophilie
- Escrime
- Tir à l'arc

#### autres
- Fédération hongroise des échecs, Championnat de Hongrie d'échecs

## Média, presse
- Télévision en Hongrie (en)
- Télécommunications en Hongrie (en)

### Principaux journaux quotidiens
- Népszabadság : « La Liberté du Peuple », journal de centre gauche, proche du parti excommuniste MSZP.
- Magyar Nemzet : « La Nation hongroise », journal de centre droit, anticommuniste, intellectuel, proche du parti Fidesz.
- Magyar Hírlap : « Journal hongrois », journal proche des idées de la Nouvelle Droite.
- Népszava : « La Voix du Peuple », postcommuniste, proche du parti socialiste MSZP.
- Világgazdaság : « L'Économie du Monde », journal de l'économie, néolibéral.
- Napi Gazdaság : « L'Économie quotidienne », journal de centre gauche.
- Metropol : quotidien gratuit.

### Principaux hebdomadaires
- Heti Világgazdaság : « L'Économie du Monde hebdomadaire », centre gauche.
- Heti Válasz : « Réponse », centre droit, intellectuel.
- Demokrata : « Le Démocrate », extrême droite.
- 168 Óra : « 168 Heures », postcommuniste », proche du parti MSZP.
- Magyar Narancs : « Orange hongroise », extrême gauche, intellectuel, écologiste.
- Élet és Irodalom : « La Vie et La Littérature », centre gauche, intellectuel.
- Magyar Fórum : « Le Forum hongrois », extrême droite, proche du parti MIÉP.
- Figyelő : « Observateur », néolibéral.
- Új Ember : « L'Homme nouveau », catholique.
- Új Élet : « La Vie nouvelle », juif, postcommuniste, proche du parti MSZP.
- Szombat : « Samedi », juif, centre droite.
- Magyar Jelen : « Le Présent hongrois », droite, proche du parti Jobbik.
- Hetek : « Les Semaines », néo-évangélique, néoconservateur.

### Sites en ligne les plus lus
- Index.hu : libéral.
- Origo.hu : libéral.
- Hirszerzo.hu : néoconservateur.
- Stop.hu : centre gauche.
- Zona.hu : centre droite (fermé en 2009).
- Zoom.hu : centre gauche (fermé en 2009).
- Kitekinto.hu: indépendant (politique étrangère uniquement).
- Gondola.hu : écologiste, conservateur.
- Barikad.hu : extrême droite, proche du parti Jobbik.
- Kuruc.info : antisémite, extrême droite.

### Principales revues
- Beszélő : « Espace d'expression », centre gauche, écolo. Disparu en 2012.
- Magyar Szemle : « Observateur Hongrois », conservateur.
- Kommentár : « Commentaire », néoconservateur.
- Múlt és Jövő : « Passé et Futur », juive.
- Erec : sioniste.
- Polgári Szemle : « Observateur civique », conservateur, proche au parti Fidesz.
- Mozgó Világ : « Monde déplaçant », social-démocrate, proche au parti MSZP.
- Eszmélet : « Esprit », extrême gauche.

## Littérature
- Littérature hongroise, Littérature hongroise (rubriques)
- Liste d'écrivains hongrois
- par genre
  - Poètes hongrois
  - Romanciers hongrois
  - Dramaturges hongrois
- par siècle
  - Écrivains hongrois du XVe siècle
  - Écrivains hongrois du XVIe siècle
  - Écrivains hongrois du XVIIe siècle
  - Écrivains hongrois du XVIIIe siècle
  - Écrivains hongrois du XIXe siècle
  - Écrivains hongrois du XXe siècle
  - Écrivains hongrois du XXIe siècle

### Littérature contemporaine
- Magda Szabó (1917-2007)
- Imre Kertész (1929-2016)
- Péter Nádas (1942-)
- Péter Esterházy (1950-2016)
- László Krasznahorkai (1954-)

## Artisanat
- Arts appliqués, Arts décoratifs
- Artisanat d'art, Artisanat par pays
- Designers hongrois : Károly Kós, Ernő Rubik

Les savoir-faire liés à l’artisanat traditionnel relèvent (pour partie) du patrimoine culturel immatériel de l'humanité. On parle alors de trésor humain vivant.
Mais une grande partie des techniques artisanales ont régressé, ou disparu, dès le début de la colonisation, et plus encore avec la globalisation, sans qu'elles aient été suffisamment recensées et documentées.

### Textiles, cuir, papier
- Budapest Fashion Week (en)
- Kékfestés, ou Bettelkelsch, technique d'impression de réserves à la planche
- Attila, pelisse...
- Compagnies : 2Rule, Diapolo, Toti Sport

### Poterie, céramique, faïence
- Herend (porcelaine)
- Manufacture de porcelaine Zsolnay à Pécs

## Arts visuels
- Art hongrois (en)
- Artistes hongrois
- Artistes contemporains hongrois
- Formation
- Musées d'art : Musée des beaux-arts de Budapest, Műcsarnok, Müpa Budapest, Nationalsalon Budapest (de), Château Zichy (Óbuda), Galerie nationale hongroise, Mosquée du Pacha Jakowali Hassan
  - Musées et galeries d'art en Hongrie (en)
- MA (journal) (en) (1916-1925)

### Dessin, illustration, graphisme
- Légendaire d'Anjou
- Illustrateurs hongrois
- Dessinateurs hongrois
- Graphistes hongrois
- Graveurs hongrois
- Affichistes hongrois

### Peinture
- Peintres hongrois, Liste de peintres hongrois
- Liste de peintres hongrois du 19e siècle (en), Liste de peintres hongrois du 20e siècle (en), Liste de peintres hongrois du 21e siècle (en)
  - Mihály Munkácsy (1844-1900),
  - Anna Beöthy Steiner (1902-1985),
- Plasticiens hongrois contemporains
- les Huit (Nyolcak, 1909-1919)
- Colonies d'artistes en Hongrie : Peintres de l'Alföld, École de Nagybánya, Colonie d'artistes de la rue Százados, MIÉNK, Fauves hongrois...
- Inconnu Independent Art Group (en)

### Sculpture
- Sculpteurs hongrois
- International Steel Sculpture Workshop and Symposium (en)

### Architecture
- Architectes hongrois
- Architecture en Hongrie, Architecture en Hongrie (rubriques)
- Urbanisme en Hongrie, Urbanisme en Hongrie (rubriques)

### Photographie
- Photographie en Hongrie, Photographie en Hongrie (rubriques)

## Arts de la scène
- Spectacle vivant, Performance, Art sonore
- Festivals
  - Café Budapest Contemporary Arts Festival (en), Budapest Spring Festival (en)

### Musique
- Musique hongroise, Musique hongroise (rubriques)[3]
- List of Hungarian composers (en)
- Musiciens hongrois, Musiciennes hongroises
  - Franz Lehár, Béla Bartók, Zoltán Kodály, Joseph Kosma…
- Opéra d'État hongrois
- Université de musique Franz-Liszt
- Musique tzigane
- Rock hongrois (1965-)
- Táncház (1972-)
- Mahasz
- Orchestres hongrois
- Ungarische Kammerphilharmonie (de)
- Festivals de musique en Hongrie

### Danse
- Danse en Hongrie, Danse en Hongrie (rubriques)
- Danse hongroise traditionnelle
  - Hajdútánc, Karikázó, Csárdás, Leánytánc, Legényes, Magyar (Négyes), Verbunkos, Körtánc, Mezőség (danse), Táncház, Ugrós, Verbunkos
- Chorégraphes hongrois
- Danseurs hongrois, Danseuses hongroises
- Hungarian National Ballet (en)
- Táncház, maison de danse

### Théâtre
- Théâtre hongrois, Théâtre hongrois (rubriques)
- Dramaturges hongrois[4]
- Metteurs en scène
- Acteurs, actrices
- Prix : Prix Mari Jászai, Acteur de la Nation
- Salles de théâtre : Théâtre Thália (Košice), Salles de théâtre à Budapest
  - Liste de théâtres en Hongrie (en), Liste de théâtres à Budapest (en)
- Festival : Budapest Fringe Festival (2006-)

### Autres scènes: marionnettes, mime, pantomime, prestidigitation
Les arts mineurs de scène, arts de la rue, arts forains, cirque, théâtre de rue, spectacles de rue, arts pluridisciplinaires, performances manquent encore de documentation pour le pays …
Pour le domaine de la marionnette, la référence est : Arts de la marionnette en Hongrie, sur le site de l'Union internationale de la marionnette UNIMA).
- Autrefois, pour Noël, sont donnés divers spectacles : jeux de Bethléem, Regölés...
- Marionnettistes hongrois
- Théâtre de marionnettes de l'Aigrette à Pécs
- Fête (ou carnaval) de Busójárás

### Cinéma
- Cinéma hongrois, Cinéma hongrois (rubriques)
- Réalisateur hongrois, Réalisatrice hongroise
  - Miklós Jancsó, Márta Mészáros, István Szabó, Béla Tarr…
- Films hongrois
- Liste des longs métrages hongrois proposés à l'Oscar du meilleur film en langue étrangère
- Festivals : Festival international du film de Miskolc, Kecskemét Animation Film Festival (en), Liste der Filmfestivals in Ungarn (de), Ungarische Filmwoche (de)
- Récompenses : Prix Béla Balázs, Csapnivaló Awards

### Autres
- Vidéo, Jeux vidéo, Art numérique, Art interactif
- Culture alternative, Culture underground
- Jeux vidéo développés en Hongrie

## Tourisme
- Tourisme en Hongrie, Tourisme en Hongrie (rubriques)
- Sur WikiVoyage
- Conseils aux voyageurs pour la Hongrie :
  - France Diplomatie.gouv.fr
  - Canada international.gc.ca
  - CG Suisse eda.admin.ch
  - USA US travel.state.gov

## Patrimoine

### Musées et autres institutions
- Liste de musées en Hongrie
- Bibliothèques en Hongrie

### Liste du Patrimoine mondial
Le programme Patrimoine mondial (UNESCO, 1971) a inscrit dans sa liste du Patrimoine mondial : Liste du patrimoine mondial en Hongrie.

### Liste représentative du patrimoine culturel immatériel de l’humanité
Le programme Patrimoine culturel immatériel (UNESCO, 2003) a inscrit dans sa Liste du patrimoine culturel immatériel de l'humanité en Hongrie :
- 2012 : L’art populaire des Matyo, la broderie d’une communauté traditionnelle[5]
- 2012 : La fauconnerie, un patrimoine humain vivant (Émirats arabes unis, Autriche, Belgique, République tchèque, France, Hongrie, République de Corée, Mongolie, Maroc, Qatar, Arabie saoudite, Espagne, République arabe syrienne)[6]
- 2011 : La méthode Táncház : un modèle hongrois pour la transmission du patrimoine culturel immatériel[7]
- 2009 : Les festivités Busó de Mohács : une coutume de carnaval masqué marquant la fin de l’hiver[8]

### Registre international Mémoire du monde
Le programme Mémoire du monde (UNESCO, 1992) a inscrit dans son registre international Mémoire du monde (au 10/01/2016) :
- 2001 : Demande de brevet Radioskop de Kálmán Tihanyi (1926)[9]
- 2004 : János Bolyai Appendix, scientiam spatii absolute veram exhibens (1832, Maros-Vásárhelyini)[10]
- 2005 : La Corvina (Bibliotheca Corviniana)(Allemagne, Autriche, Belgique, France, Hongrie, Italie)[11]
- 2007 : Tabula Hungariae (avec la Croatie)[12]
- 2009 : Csoma Archives de la Bibliothèque de l'Académie hongroise des sciences (1784-1842)[13]
- 2013 : La découverte de Semmelweis (1847-1861)[14]
- 2015 : Trois documents relatifs aux deux plus importants résultats des travaux de Roland Eötvös[15]

### Filmographie
- Les héritiers de Liszt : l'école hongroise de piano, film de Janos Dorvas, avec Zoltan Kocsis, Bibliothèque publique d'information, Paris, 2009, 52 min (DVD)
- Europe des écrivains : la Hongrie de Peter Esterhazy et Peter Nadas, film de Sylvain Bergère et Francesca Isidori, Arte vidéo, ADAV, 2013, 53 min (DVD)